# Хушидари, Фарзад
Фарзад Хушидари (англ. Farzad Houshidari; род. 6 сентября 1987, Тегеран) — иранский инлайн-хоккеист и хоккеист с шайбой, защитник; тренер.

## Биография
Фарзад Хушидари родился 6 сентября 1987 года в иранском городе Тегеран.
Играл в инлайн-хоккей в чемпионате Ирана за «Энгелаб Скейтинг Экедеми» и «Нируйе Замини», в чемпионате Малайзии за «Тим Андердогз». В составе сборной Ирана участвовал в чемпионатах мира по инлайн-хоккею 2011 и 2016 годов. С 2007 года параллельно работает тренером по инлайн-хоккею в академии конькобежного спорта «Энгелаб».
Играет в хоккей с шайбой на позиции защитника. В сезоне-2012/13 выступал в чемпионате Турции за «Труву» из Анкары, провёл 3 матча, забросил 1 шайбу.
В сезоне-2021/22 был играющим тренером иранского «Онлайн Тайр» из Тегерана, забросил 4 шайбы.
В 2022 году в составе сборной Ирана участвовал в первом для неё чемпионате мира. В четвёртом дивизионе в Бишкеке иранцы заняли 2-е место, выйдя в третий дивизион. Хушидари провёл 4 матча, набрав 9 (5+4) очков, став лучшим снайпером команды, и был признан лучшим защитником турнира.